# Damokrates (Keramiker)
Damokrates (Δαμοκράτης) war ein Produzent sogenannter rhodischer Vasen. Er war in hellenistischer Zeit tätig und ist nur durch literarische Überlieferung bei Athenaios bekannt. Unklar ist, ob er selbst als Töpfer tätig war, oder ob er Besitzer einer Werkstatt war.